# ما به نام‌های جدیدی نیاز داریم
ما به نام‌های جدید نیاز داریم اولین رمان نویسنده خارج از کشور زیمبابوه NoViolet Bulawayo است. فصل اول کتاب، «زدن بوداپست» که در ابتدا به عنوان داستانی در Boston Review ارائه شد، برنده جایزه Caine در سال ۲۰۱۱ برای نوشته‌هایی در آفریقا شد.

## طرح
ما به نام‌های جدید احتیاج داریم، داستان زندگی رؤیای زندگی دختری جوان به نام دارلینگ است، ابتدا به عنوان یک کودک ۱۰ ساله در زیمبابوه، با دوستانش در دنیای هرج و مرج و تخریب هستند، و بعداً در دوران نوجوانی در ایالات متحده، جایی که به نظر می‌رسد آینده بهتری خواهد داشت هنگامی که او برای پیوستن به یک عمه در آنجا کار می‌کند، اتفاق می‌افتد.

## جوایز
ما به نامهای جدید احتیاج داریم در لیست کوتاه ججایزه ادبی من بوکر ۲۰۱۳)، نهایی جایزه کتاب اول گاردین (۲۰۱۳)، و نامزد نهایی بارنز اند نوبل (۲۰۱۳) قرار گرفت. این رمان برنده جایزه ادبیات Etisalat (2013)، و برنده جایزه معتبر بنیاد همینگوی / PEN برای اولین کار داستانی شد. برنده جایزه کتاب جایزه هنری لوز آنجلس تایمز زیدنباوم برای اولین داستان (۲۰۱۳) شد.